# C-17
La carretera C-17 o Eix del Congost, uneix Barcelona i Ripoll. Amb una longitud de 95 km, comença al Nus de la Trinitat de Barcelona i acaba a la sortida 89 a prop de Ripoll. Un tram, entre Granollers i la Garriga és coneguda com l'Autovia de l'Ametlla. Correspon en part a l'antiga N-152. Sovint serveix com a alternativa a la C-33.
La codificació com C-17 està basada en el Decret 261/1999 segons el qual es codificava la Xarxa de Carreteres de Catalunya. Coincideix amb l'anterior codificació de N-152, que continuava cap a la Cerdanya (ara N-260). Des de 2013, molts batlles del municipis riberencs van repetir que és menester millorar aquesta carretera per al desenvolupament econòmic de la zona. El 2015 un consorci de 28 municpis per on passa aquesta carretera s'han constituït en associació per a fomentar la promoció econòmica de la zona. El febrer de 2022 va entrar en servei el tercer carril entre Granollers i Parets del Vallès.
Entre Barcelona i Centelles és una carretera convencional de dues calçades separades, atès que malgrat tenir trànsit contínu i enllaços a diferent nivell, continua tenint sortides a les propietats confrontants i no té tancaments perimetrals que impedeixin, o almenys limitin, l'accés de fauna a la calçada. El tram entre Centelles i Les Llosses és autovia i està gestionada per Cedinsa en règim de peatge a l'ombra. El tram final, entre les Llosses i Ripoll (i un petit tram entre la Depuradora de Ripoll i el fin de la concessió) és una carretera de calçada única i un sol carril per sentit.
El febrer 2024 va ser el teatre d'una protesta de pagesos.

## Sortides
És principalment una carretera convencional que té un gran número d'enllaços, no numerats. El tram d'autovia (entre Centelles i les Llosses) té 29 sortides.
| C-33 |

| N-152a |

| C-26 |

| N-260 |